# Carmine Preziosi
Pour les articles homonymes, voir Preziosi.
Carmine Preziosi, né le 8 juillet 1943 à Sant'Angelo all'Esca, dans la province d'Avellino en Campanie, est un coureur cycliste italien des années 1960-1970. 

## Biographie
Professionnel entre 1963 et 1972, Carmine Preziosi a notamment remporté Liège-Bastogne-Liège en 1965 et le Tour de Belgique en 1967.

## Palmarès

### Palmarès amateur
- 1961
  - Deux Jours de Membre-Rochefort
- 1962
  - 3e étape de l'Étoile hennuyère
  - Triptyque ardennais
    - Classement général
    - 2eb étape
- 1963
  - Bruxelles-Opwijk
  - Grand Prix Bodson
  - 2e étape de la Ronde des Flandres
  - 1re et 4e étapes du Circuit des mines[1]
  - 3e du Circuit des régions flamandes

### Palmarès professionnel
- 1963
  - 2e du Circuit du Port de Dunkerque
  - 4e de Paris-Tours
- 1964
  - 2e de Bruxelles-Verviers
  - 2e de Circuit Mandel-Lys-Escaut
  - 2e du Tour de Lombardie
  - 9e de Paris-Bruxelles
  - 10e de Paris-Tours
- 1965
  - Gênes-Nice
  - Bruxelles-Verviers
  - Liège-Bastogne-Liège
  - 2e du Grand Prix de Monaco
  - 3e de Bruxelles-Ingooigem
  - 6e de la Flèche wallonne
  - 7e du Tour des Flandres
  - 8e de Paris-Bruxelles
- 1966
  - 2e étape du Tour de Sardaigne
  - Tour d'Émilie
  - 2e du Grand Prix de Saint-Raphaël
  - 2e du Grand Prix de Cannes
- 1967
  - Tour de Belgique :
    - Classement général
    - 2ea étape

  - Bruxelles-Verviers
  - 2e de Tirreno-Adriatico
  - 2e du Grand Prix Pino Cerami
  - 3e du Grand Prix de Hannut
- 1968
  - Grand Prix de Fréjus
  - 3e du Grand Prix d'Antibes
- 1972
  - 3e du Grand Prix de Menton

## Résultats sur les grands tours

### Tour d'Espagne
2 participations
- 1969 : 56e
- 1970 : abandon (11e étape)

### Tour d'Italie
1 participation
- 1966 : 37e